# Retzow
Retzow là một đô thị thuộc huyện Havelland, bang Brandenburg, Đức.